# Burggut (Pleystein)
Das Burggut bestand neben der Burg Pleystein als Sitz eines Burghüters  in der Oberpfälzer Stadt Pleystein im Landkreis Neustadt an der Waldnaab.

## Geschichte
1419 wird erstmals als Pleysteiner Burghüter ein Fritzen Wäcken Hutell genannt, dem von Pfalzgraf Johann wegen seiner Verdienste auf Lebenszeit vier rheinischen Gulden und sechs Achtel Korn ausgesetzt werden. 1443 ernannte Christoph III., er war neben seiner Würde als Pfalzgraf auch König von Dänemark, von Schweden und von Norwegen, den Ritter Erhard vom Rornstat auf zehn Jahre zum Pfleger von Schloss, Stadt und Herrschaft Pleystein. Rornstat war ein geadelter Bürgermeister von Pleystein. Dieser erbaute unter der Burg die erste Burghut „unter dem Schloss“. Sein Nachkomme Jorg von Rornstat, Pfleger zu Bruck in der Oberpfalz verkaufte das sog. „Rornstater Haus“ 1519 an die Pfalzgrafen Ludwig und Friedrich. Letzterer verlieh das Burggut an den Weiherknecht Wolf Tapermeier; damit verlor das Gut seine Landsassenfreiheit.
1449 wird erstmals das heute noch bestehende Burggut genannt, als Herzog Otto, Vizedom von König Christoph III., dem Jorg Kuchenmeister das Haus und die Hofstatt „in der nuwenstat zum Pliestein“ verleiht; dieser musste dafür dem Pfleger auf dem Schloss jährlich ein halbes Pfund „Helbling“ (Hälfteanteil eines Silberpfennigs) geben. Die Küchenmeister sind die Herren von Nordenberg, die im Gefolge der Landgrafen von Leuchtenberg nach Pleystein kamen; ein Konrad der Kuchenmeister war bereits 1396 Richter zu Pleystein. Nach den Kuchenmeister ist ein Wilhelm von Windisch der Besitzer, auf den 1518 Erhard von Reitzenstein folgt, auch Errichter des kurz bestehenden Eisenhammers unter der Bartlmühle. Als nächster Besitzer tritt Mathes von Stein zum Rackenstein auf. Er verkauft die Burghut am 3. Januar 1538 an seinen Pflegsohn Mathes von Lichteneck. 1540 ist die Burghut in den Händen des Pleysteiner Pflegers Wolf von Wemding. 1541 erhält Balthasar Thürigl von Figlstein den Lehensbrief über die Burghut, er war von 1534 bis 1537 auch Pfleger der Herrschaft Pleystein.
Danach gelangt das Gut in die Hände der Herren von Brand. Wolf von Brand († 1568) war bis 1560 Pfleger von Pleystein, er war verheiratet mit Cathrina von Truppach († 1573); ihr Allianzwappen befindet sich in der Pfarrkirche von Pleystein. Deren Söhne Sebastian und Leonhard erben vom Vater die Burghut, der Lehensbrief wird am 14. März 1577 ausgestellt. Sebastian Brand († 1600) wird ab 1574 Pfleger von Pleystein; er war verheiratet mit Elisabeth Kratzen von Scharfenstein, ihr Epitaph ist ebenfalls in der Pfarrkirche von Pleystein. Ab 1592 wird das Burggut der Amtssitz des Pflegers, da das Schloss baufällig geworden war. Von den vier Söhnen erbten die ersten beiden, Friedrich und Wolfgang, die Burghut; den Lehensbrief erhalten sie am 21. März 1601. Johann Christoph Brand von Pleystein zum Leuzenhof wird 1605 Pfleger in Pleystein, die Burghut wird ihm am 13. Mai 1609 zum Lehen gegeben und wurde von ihm am 28. Mai 1610 von den Söhnen Sebastians erkauft. 1611 beherbergt das Burggut den aus Böhmen geflüchteten Bastian  von Pregler zu Burschau und dessen Frau, eine Schwester des Johann Christoph Brand. Nach dem Tod ihres Mannes († 1614) verkauft Sybille von Brandt das Burggut am 11. November 1614 an ihren Gevatter Tobias Schubhardt, kurpfälzischer Richter der Ämter Zeitldorn und Sallern, und seine Frau Anna Maria, geb. Castner von Unterschnaittenbach. Tobias Schubhardt erhält den Lehensbrief am 8. Februar 1615;  er ist auch der Erbauer des Trutzhofes. Bereits 1614 ist Hans David Castner auf dem Burggut eingetragen, wobei es sich vermutlich um eine Verpfändung gehandelt hat. 1626 verkaufen die Witwe und die Erben das Gut an Hans Haubner von der Altenstadt. Er galt nach Aussagen des Pflegers Georg Dietrich als „zanksüchtiger Gast“ und „eigensinniger Közer“ (gemeint ist Ketzer), der Pfleger de Marsin sagt über ihn, „er ist eigensinnig und mit gutem Willen zahlt er keine Steuern“. In Altenstadt hatte er ebenfalls Streit mit jedermann und hat dort 1625 wegen Grenzstreitigkeiten den Holzhauer Simon Schößl erschossen. Daraufhin musste er sein Landsassengut auf kurfürstlichen Befehl hin verkaufen und eine Strafe zahlen. Wegen seiner auch zu Pleystein ausgetragenen Streitigkeiten wurde ihm die Belehnung mit dem Burggut immer wieder verweigert; erst nach einer Aussöhnung wurde er am 16. Mai 1630 mit dem Burggut belehnt. Bei dem Kroateneinfall 1634 wurde das Burggut verschont, aber im Herbst brach in Pleystein die Pest, ausgehend vom Burggut, aus. Daraufhin richtete man dort ein Pest-Krankenhaus ein, wobei alle dort untergebrachten Personen verstarben, auch Hans Haubner. Überlebt hat sein Sohn Martin Haubner, der in die Gegend von Tirschenreuth verzog und dort in ärmlichen Verhältnissen lebte.
Wegen des Verkaufs des Burggutes verhandelte 1638 Hans von Edlburg mit den Vormündern der nachgelassenen Kinder des Hans Haubner, Martin und Christoph. Man einigte sich auf einen Kaufpreis von 300 fl, wobei der Landschaftskanzler von Silbermann aber meinte, der Kurfürst Wolfgang Wilhelm möge das Burggut selbst erwerben, um es dann für ein höheres „Lehenreichnis“ (gedacht war an ein Pürschrohr oder einen Kürass) weiter zu vergeben. Diesem Ansinnen seines Landesherren konnte sich Hans von Edlburg nicht verschließen und verkaufte noch im gleichen Jahr zu dem Erwerbspreis an den Landesfürsten. Am 8. März 1642 meldet sich Martin Haubner, Sohn des früheren Besitzers, er klagt über das Elend, in das er gekommen sei und  erbittet die Mittel, um ein Handwerk zu erlernen. Das wird ihm am 4. April 1643 auch gewährt. Auch sein Bruder Christoph Haubner, reformierter Rittmeister und Bürger zu Weiden in der Oberpfalz, stellt finanzielle Ansprüche wegen des Gutes, was aber wegen der vom Pflegamt bezahlten Schulden aus seines Vaters Zeit abgelehnt wird.
Das Burggut wurde in der Zwischenzeit an Gerhard Spannerbock als Ausgleich für seine ausstehende Rittmeisterbesoldung von 1500 fl vergeben. Dieser war Pfleger zu Pleystein geworden und ihm wird am 28. August 1639 das Burggut verliehen. Nach seinem Tod am 16. Mai 1647 blieb seine Witwe auf dem Burggut, verkaufte es aber 1659 an ihren Schwiegersohn Wilhelm Damourmeister um 1000 fl. Diese Wertminderung ist durch die Verödung des Trutzhofes zu erklären. Wilhelm Damourmeister zieht 1664 in den niederländischen Kriegsdienst, sein gleichnamiger Sohn wird „Lakay bei fürstl. Durchlaucht jungem Prinzen“. Aus dem Englisch-Niederländischen Krieg kehrt er nicht mehr zurück. Am 22. Oktober 1673 wird die Witwe Anna Dorothea Damourmeister aufgefordert, die Landsassenpflicht abzulegen und den minderjährigen Sohn bevormunden zu lassen, ihre Mutter, Helene Spannerbock, habe 13 Jahre lang eine schlechte Administration über das Burggut geführt. Da sich die Anna Dorothea Damourmeister wieder verehelichen wollte, fordert sie am 24. Februar 1674 die Zerschlagung des Burggutes und hat sich mit Paul Philipp Merz von der Vilß, Richter zu Vohenstrauß, verheiratet. Nach mehreren innerfamiliären Auseinandersetzungen bekommt 1691 Peter Jakob Strickmüller das Burggut, der junge Wilhelm Damourmeister geht unter die Soldaten, und wird „Quardi Soldat“ in Ingolstadt. Am 4. August 1695 verkauft Strickmüller das Gut für 2250 fl und 50 fl Leihkauf an Maria Anna Saxenhöferin (von Satzenhofen). Bereits am 19. November 1698 geht das Burggut an Johann Jakob Tuchner von Schoberau und am 10. Januar 1714 an Franz Lorenz von Dupsky über. Dieser hat 1718 im Burggut eine Brauerei errichtet. Nach dem Tod des Franz Lorenz († 1751) und infolge des Österreichischen Erbfolgekrieges kommt die Herrschaft Pleystein und das Burggut an Graf Wilhelm von Sinzendorf, dagegen hebt die Witwe Maria Sophia Eva von Dupsky, geb. von Ottengrün, Beschwerde, auch beklagt sie sich über die üble Behandlung durch die Dienstboten. Nach ihrem Tod († 1752) betrachtet Graf Wilhelm von Sinzendorf das Burggut als apert gewordenes Lehen und lässt es durch das Pleysteiner Pflegamt verwalten.
Das Burggut wird in der Folge als Wohnhaus der kurfürstlichen Gerichtsschreiber verwendet. Am 15. Februar 1786 beklagt sich Christoph Joseph Rheinfeld, Gerichtsschreiber zu Pleystein, über den baufällig gewordenen Schuppen im Burggut. Auch sein Nachfolger, Johann Joseph Jouvin, berichtet über den baufälligen Zustand des Burggutes. Durch einen Brand am 19. August 1793 und einen Blitzeinschlag am 20. September 1794 wird das Burggut weiter ruinös. Die Reparaturen werden erst ausgeführt, als das Burggut von der kurfürstlichen Verwaltung in bürgerliche Hände gekommen ist; es hat dabei seine Landsassenfreiheit verloren. Auch nach dem Stadtbrand von 1848 wird das Burggut wieder aufgebaut, aber kleiner als zuvor. Als Besitzer werden genannt: Exprälat Magnus Singer (1800, später auf Burg Treswitz), Franziska Fitzthum (1829), Barbara Kreuzer (1844), Familie Lehner (1845), Familie Karl (1921), Johann Lang (1924), Watzka (1929), Bräundl (1939), Stadt Pleystein (1939), Familie Mühlhofer und Familie Stahl (1943).

## Baulichkeit
Das Haus ist heute ein zweigeschossiger Halbwalmdachbau mit einer Putzstreifengliederung. Die Fenster und das Eingangsportal besitzen profilierten Werksteingewänden. Das Haus stammt im Kern aus dem 17. Jahrhundert, nach dem großen Ortsbrand von 1848 ist es in kleinerer Form wieder aufgebaut worden. Zu dem Gebäude gehört ein Felsenkeller sowie ein Brunnentrog aus ornamentierten Eisenplatten der aus der Zeit um 1890 stammt.